# Gil Jung
Gilmara Jung, mais conhecida como Gil Jung (São Leopoldo) é uma modelo, apresentadora, psicóloga formada pela FMU e pós graduada em psicologia positiva, Gil também é atriz.
Gil gravou participações na serie Prata da Casa da Fox, de 2017, e no longa-metragem Magal e os Formigas que estreou no final de 2016. Foi, por alguns anos, apresentadora no canal de TV a cabo Multishow.
De ascendência alemã, Gil Jung também trabalha no ramo empresarial, onde lançou uma marca de biquínis, moda fitness e diversos produtos que levam o seu próprio nome.

## Carreira
Aos 20 anos em Porto Alegre, foi selecionada para o casting da Agencia de Modelos Mega Model e mudou-se para Sâo Paulo.
Em 2007, ainda conhecida como Gilmara, ela realizou mais alguns ensaios sensuais, feitos para sites como Morango e Bella da Semana. Também disputou o concurso Garota Dolly, onde ficou em segundo lugar. Ainda no mesmo ano fez aparições em programas televisivos como Domingo Legal (no quadro piscina legal), Superpop e A noite é uma criança, de Otavio Mesquita.
Em janeiro de 2008 tentou ser Panicat e também disputou a quarta edição do concurso Sereias. Em agosto, posou para o site Eh Gata. Em setembro, ao lado de Daisa Hubert, fez um ensaio nu para uma edição especial da revista Playboy.
No ano de 2009, suas participações no programa Superpop se tornaram mais recorrentes. Em 16 de novembro do mesmo ano, Gil fez sua primeira aparição no Multishow, participando do programa SexShake. A estreia do seu programa Diário Quase Secreto no canal Multishow ocorreu no dia 22 de dezembro de 2009. Gil viajou por diversos países para as gravações.
Gil também já participou de diversos concursos de beleza e foi eleita Garota Fitness São Paulo 2011. A conquista a levou a ser entrevistada por Jô Soares no Programa do Jô.
No final de agosto de 2012, Gil foi convidada do programa Pânico, da rádio Jovem Pan FM, e em setembro foi capa da revista Sexy. O ensaio fotográfico foi realizado dois meses antes na casa noturna Club A, em São Paulo. A modelo afirmou em entrevista que teve apoio de sua mãe, mas que estava com vergonha do seu pai. No final do ano foi eleita musa da escola de samba Caprichosos de Pilares.
No dia 3 de julho de 2013, Gil estreou em um novo programa do Multishow o Caravana, que foi considerado como uma nova versão do Malícia.. No final do ano ela passou a fazer parte de outro programa do Multishow, o Sem Direção, ao lado Fernando Muylaert, onde em um dos episódios se vestiu de mamãe noel sexy na Avenida Paulista, em São Paulo. Em seguida foi eleita Rainha da Escola de Samba Acadêmicos do Tatuapé, onde realizou um ensaio sensual no barracão da agremiação e participou dos ensaios técnicos
Em julho de 2014, Gil Jung esteve nos Estados Unidos para promover sua marca de biquínis. Ela posou para ensaios de fotos nas cidades de Miami e em Fisher Island, na Flórida. Em setembro, ela foi convidada para fazer parte do banco de imagens da produtora World Star, que é responsável pelo casting de clipes de hip hop com famosos como Jennifer Lopez. Em novembro, o canal Multishow estreou seu novo programa, o Secreto estrelado também por Grazy Alcântara e Gizelle Maritan.
Em 2016, como atriz, participou da gravação de um episódio da serie Prata da Casa, da Fox e do Longa-Metragem Magal e os Formigas que estreou no cinema em 8 de dezembro de 2016. Gil lançou seu blog e seu canal no YouTube onde dá dicas de treino, alimentação, beleza, viagens e entretenimento. 
Após passar em um teste na produtora O2, Gil conseguiu um papel na série da Globo Vade Retro, assinada por Alexandre Machado e Fernanda Young. Em sua participação, ela contracena com o ator Tony Ramos. Em janeiro de 2017, Gil participou de duas cenas da novela Sol Nascente. No mesmo ano teve participação especial na novela Rock Story e no remake de Os Trapalhões. No ano de 2018 apareceu em uma cena da novela O Tempo Não Para Em 2021, abriu uma conta em uma plataforma de conteúdo adulto onde seus fãs tem acesso a postagens eróticas por assinatura. Em dezembro de 2023 se formou em Psicologia, durante os últimos 5 anos tem se dedicado a estudos referente a Psicologia e Desenvolvimento Humano. A partir de abril  de 2024 iniciará os atendimentos nas modalidades presencial e online, e em breve terá consultório próprio localizado na zona sul de São Paulo.

### Carnaval
Gil Jung fez sua estreia no carnaval em 2014 usando uma fantasia avaliada em R$ 80 mil. Criação do estilista Valber Telles, o traje era composto por 350 plumas de faisão albino e 8 mil strass de cristal Swarovski, tudo banhado em 200g de ouro e com um peso de aproximadamente 5 kg. No enredo da Escola de Samba Acadêmicos do Tatuapé dedicado a São Jorge, a fantasia representa uma guerreira com asas angelicais.
No ano de 2015 ela veio novamente como rainha de Bateria a frente da Escola de Samba Acadêmicos do Tatuapé. Em 2016 desfilou na Escola de Samba Nenê de Vila Matilde em São Paulo, onde foi eleita musa. No Rio de Janeiro desfilou como destaque na Escola de Samba Mocidade Independente de Padre Miguel.
Em 2017, no carnaval de São Paulo, Gil desfilou mais uma vez para a Nenê de Vila Matilde, ela usou uma fantasia que representava "uma declaração de amor por Curitiba". No Rio de Janeiro a modelo desfilou pelo segundo ano consecutivo na Mocidade Independente de Padre Miguel.
Após ter ficado fora do Carnaval de 2018, Gil Jung retornou em 2019 onde foi pela terceira vez destaque na escola de samba Mocidade Independente de Padre Miguel. Ela desfilou com uma fantasia sobre o futuro e disse - "Posso dizer que me senti meio Madonna na avenida, bem futurística. Meu carro falou sobre o universo e o futuro".
Retornando para são Paulo em 2020, Gil desfilou pela oitava vez no Carnaval, sendo desta vez musa da escola da samba. Sua fantasia representava Maria Bonita e teve um custo bem menor que nos anos anteriores, além de reutilizar partes de fantasias de carnavais passados que estavam guardadas - "Nessa fantasia, são 800 penas de faisão. Se pudesse escolher, nem usaria. Mas como falaram que tinha que usar, reutilizei as que eu tinha".

### Publicações

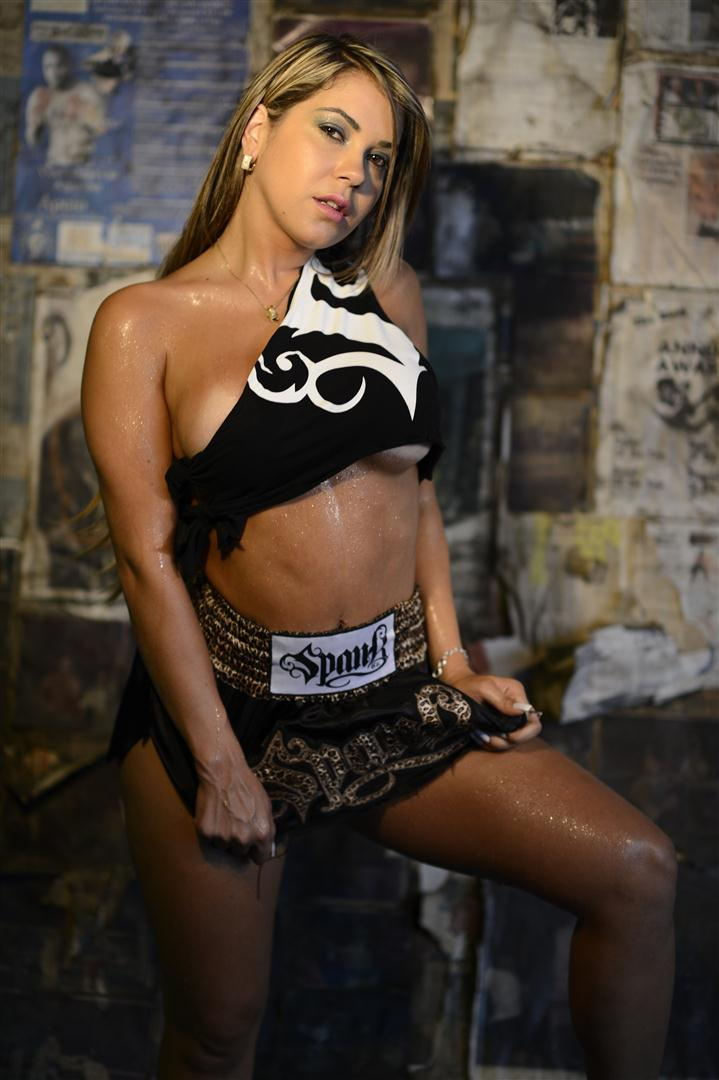
Gil durante ensaio fotográfico.

| Ano  | Mês      | Revista         | Fotos          | Notas                |
| ---- | -------- | --------------- | -------------- | -------------------- |
| 2006 | Junho    | Sexy Premium    | Ensaio nu      | Belas da copa (capa) |
| 2008 | Setembro | Revista Playboy | Ensaio nu      | Edição especial      |
| 2012 | Janeiro  | Revista Fluir   | Ensaio sensual | Sessão Delírio       |
| 2012 | Setembro | Revista Sexy    | Ensaio nu      | Capa                 |

### Televisão
| Ano  | Título           | Personagem | Nota         |
| ---- | ---------------- | ---------- | ------------ |
| 2017 | Sol Nascente     |            | Participação |
| 2017 | Vade Retro       |            | Participação |
| 2017 | Prata da Casa    |            | Participação |
| 2017 | Rock Story       |            | Participação |
| 2017 | Os Trapalhões    |            | Participação |
| 2018 | O Tempo Não Para |            | Participação |

### Cinema
| Ano  | Título              | Personagem | Nota         |
| ---- | ------------------- | ---------- | ------------ |
| 2016 | Magal e os Formigas |            | Participação |

## Ligações Externas
- Página oficial
- Instagram
- Twitter
- Facebook